# Caracol-lobo-rosado
Caracol-lobo-rosado ou caracol-canibal (nome científico: Euglandina rosea) é uma espécie de molusco gastrópode terrestre de respiração aérea predador, de tamanho médio a grande, pertencente à família dos espiraxídeos (Spiraxidae) e classificada por Férussac no ano de 1821. É um predador rápido e voraz, caçando e comendo outros caracóis e lesmas. Encontrada originalmente no sudeste dos Estados Unidos, tornou-se espécie invasora na Ásia, Oceania, Polinésia e leste da África por seu suposto combate ao caracol caramujo-gigante-africano (Achatina fulica). No Havaí, onde foi introduzido em 1955, provocou a extinção de oito espécies nativas de caracóis. Consta em trigésimo quinto na lista das 100 das espécies exóticas invasoras mais daninhas do mundo da União Internacional para a Conservação da Natureza (UICN)

## Descrição
O caracol-lobo-rosado vive cerca de 24 meses. Leva de 30 a 40 dias para eclodir e é considerado jovem (antes da maturidade sexual). A maturidade sexual começa entre 4 e 16 meses após a eclosão. Se movimenta relativamente rápido a uma velocidade de cerca de 8 milímetros por segundo. Quando adulto, seu comprimento varia de seis a pouco mais de oito centímetros. Tem corpo cinza claro ou marrom. O corpo é longo e delgado, mas consegue se retrair para dentro da concha. Seus lábios, que são alongados e se projetam como tentáculos abaixo de seus quatro tentáculos superiores, contém quimioceptores que são usados para rastrear em sua caça seguindo as trilhas de suas presas.
A casca tem dimensões usuais de 76 milímetros de comprimento e 27,5 milímetros de diâmetro. Sua concha é alongada e com espiral moderadamente alta, sem umbílico. A forma da concha afunila para um ponto em ambas as extremidades (fusiforme) com uma abertura estreita oval a crescente e um eixo encurtado da concha espiral perto da abertura (columela truncada). Possuem em sua superfície lamelas de crescimento visíveis e um ápice (parte inicial da espiral) arredondado. Lábio externo fino e arredondado, por vezes reto em sua porção mediana. A coloração da concha varia do amarelado pálido ao rosado, com os indivíduos jovens de um rosa brilhante.

## Ecologia

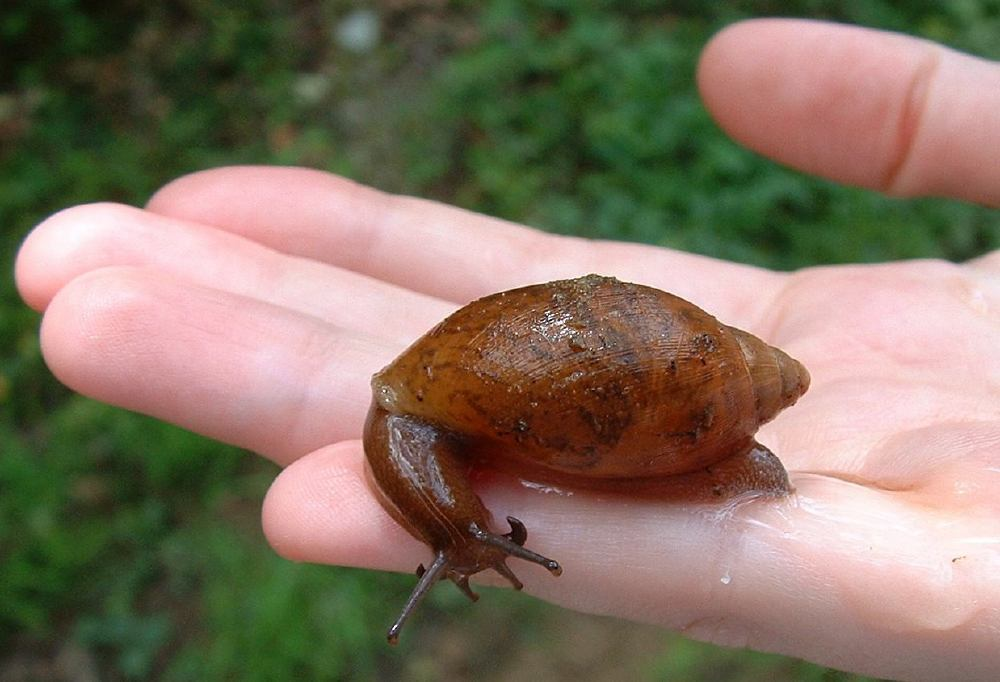
Espécime avistado na Flórida

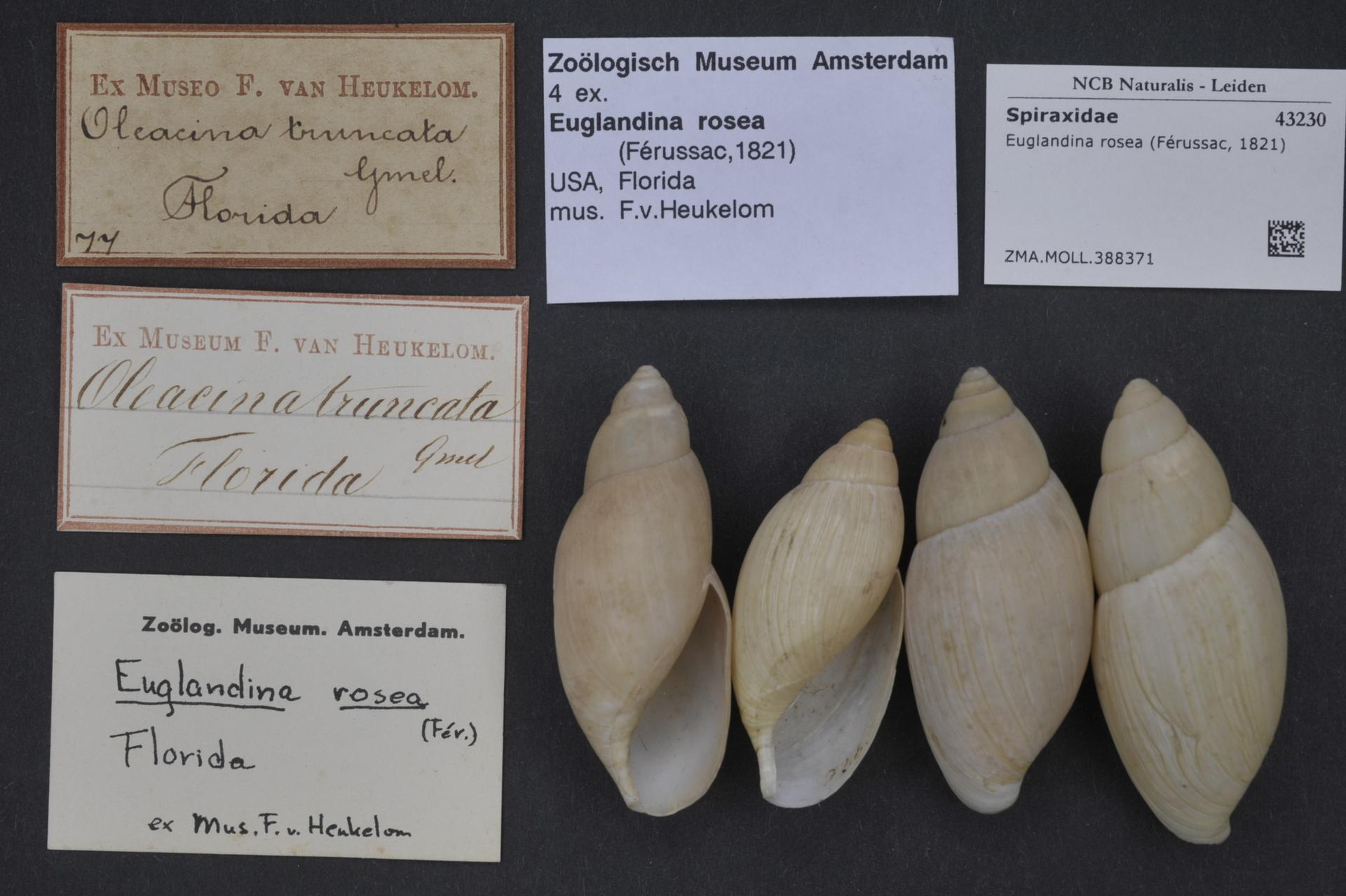
Quatro conchas num museu

O caracol-lobo-rosado é uma espécie nativa dos Estados Unidos, ocupando a sua porção sudeste; na Flórida, Carolina do Sul, Geórgia, Alabama, Mississípi, Luisiana e sudeste do Texas. Geralmente habita florestas de madeira e jardins urbanos. É um predador rápido e voraz, caçando e comendo outros caracóis e lesmas. A observação de seu comportamento alimentar demonstra que prefere caracóis menores, especialmente se as conchas puderem ser engolidas inteiras, o que sugere que um componente do seu comportamento alimentar é ditado pelas exigências de cálcio. Espécies maiores são deglutidas em suas partes moles, expostas. Também não hesita em praticar canibalismo, o que lhe rendeu o apelido de caracol-canibal. No entanto, isso só foi observado em populações cativas e parece ser uma ocorrência rara. Os caracóis rosados usam trilhas de lodo para rastrear suas presas e parceiros em potencial, resultando em caracóis-lobos-rosados seguindo essas trilhas mais de 80% do tempo em que estão vivos. Prefere consumir caracóis menores porque são mais rápidos e fáceis de comer.
O caracol-lobo-rosado é especializado à carnivoria, com sua massa bucal sendo totalmente contida dentro dum rostro em forma de bico que pode ser estendido, permitindo assim que a rádula dentada seja ejetada pela boca e na presa do caracol. A rádula é aumentada e tem dentes especializados em cones alongados. Os quatro principais predadores mamíferos do caracol-lobo-rosado são ratos, tenrecídeos, porcos e herpestídeos. Os ratos consomem o caracol mastigando a parte superior da casca; os tenrecídeos quebram a concha em pedaços grandes; os porcos têm a tendência de esmagar completamente a casca; e os herpestídeos atacam o corpo do caracol. As doenças também afetam a sobrevivência do caracol-lobo-rosado. Uma doença conhecida por afetar o caracol é causada pela bactéria pseudomona Aeromonas hydrophila. A infecção ocorre pela ingestão da bactéria, se ela contaminar o alimento do caracol, ou pelo contato com outro indivíduo infectado. Isso causa redução da função digestiva, resultando em emagrecimento mesmo quando a comida é abundante.
O caracol-lobo-rosado é hermafrodita e ovíparo. Os rituais de acasalamento começam com um caracol seguindo o rastro de outro. O caracol perseguidor então monta a parte traseira da concha do caracol que estava seguindo. Após essa montagem, segue-se uma exibição de aceno de cabeça, onde o caracol perseguidor balança vigorosamente a cabeça por 15 minutos. Isso acaba por terminar com um curto período de inatividade, onde o caracol montado vira a cabeça para enfrentar sua própria concha. Em seguida, ocorre a cópula, com um caracol ainda montado na concha do outro, as duas cabeças são aproximadas e depois torcidas em torno do pescoço um do outro, permitindo o contato genital. Essa cópula dura até quatro horas. Um caracol adulto põe de 25 a 35 ovos numa bolsa rasa de solo e os ovos eclodem após 30 a 40 dias. Esse caracol é conhecido por entrar em hibernação durante o inverno e emergir em abril/maio.

## Espécie invasora
O caracol-lobo-rosado tornou-se espécie invasora em muitas áreas fora de sua área nativa, inclusive no Havaí. Esses caracóis predadores foram originalmente introduzidos no Havaí na tentativa de eliminar outra espécie invasora, o caracol-gigante-africano (Achatina fulica). A introdução ocorreu em 1955, quando espécimes foram coletados da Flórida e enviados ao Havaí. Durante o mesmo ano, 616 indivíduos foram libertados em Oahu pelo Departamento de Agricultura do Estado do Havaí. Em 1958, 12 mil indivíduos foram colhidos à liberação em outras ilhas havaianas, na Nova Guiné, em Oquinaua, Palau e Filipinas. Isso, no entanto, não reduziu as populações de A. fulica, mas causou declínio nas populações de caracóis nativos. Os espécimes introduzidos atacaram vigorosamente o caracol endêmico Achatinella. Como resultado, muitas espécies de caracóis de árvore foram caçadas até a extinção no primeiro ano. Estes caracóis predadores continuam a representar ameaça à fauna de caracóis local. De todas as extinções de moluscos conhecidas desde 1500, cerca de 70% são de ilhas, e estima-se que um terço delas foram causadas pelo caracol-lobo-rosado. Esses caracóis presas estavam em maior risco de extinção causada pela predação devido às suas taxas de reprodução extremamente baixas. Essa espécie causou a extinção de cerca de oito espécies nativas de caracóis no Havaí.

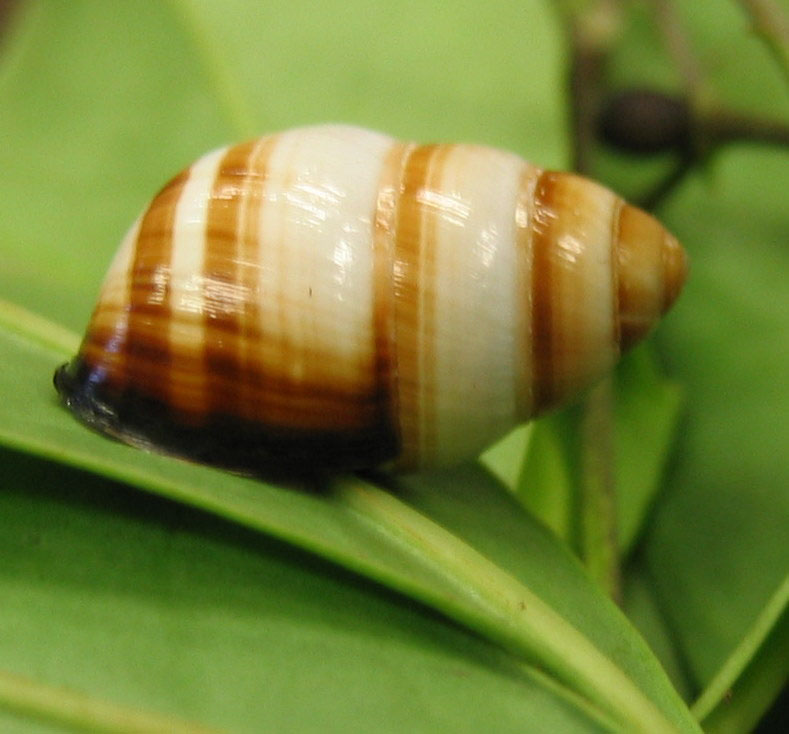
Caracol Achatinella do Havaí, um dos gêneros prejudicados pela introdução do caracol-lobo-rosado

Mesmo sem ter comprovada a sua ação na diminuição das populações de caramujo-gigante-africano, ainda continuou sendo introduzido em diversas outras regiões. Tornou-se espécie invasora nas Baamas, Bermudas, Guame, Havaí, Honcongue, Índia, Indonésia, Japão, Quiribati, Madagáscar, Marianas, Maurícia, Maiote, Nova Caledônia, Palau, Papua-Nova Guiné, Polinésia Francesa, Reunião, ilhas Salomão, Samoa Americana, Seicheles, Seri Lanca, Taiuã, Vanuatu e em Wallis e Futuna. Tal introdução acabou impactando principalmente as populações de moluscos das ilhas da Oceania, onde um terço dos caracóis Partula da Polinésia Francesa, desde a década de 1970 (mais precisamente em 1974, no Taiti, com sua introdução em 1977, em outras ilhas, também os ameaçando), e caracóis achatinelídeos (Achatinellidae) do Havaí, desde a década de 1950, tiveram sua provável extinção causada pela introdução deste predador. Apenas no arquipélago da Sociedade, no ano de 2003, cinco das 61 espécies originais de caracóis terrestres permaneciam extantes.

### Estratégias de controle
O caracol-lobo-rosado agora é legalmente considerado "espécie nociva na Polinésia Francesa". Isso significa que indivíduos vivos não podem ser trazidos às ilhas. Uma estratégia para proteger os caracóis nativos tem sido criar os caracóis de árvores nativas em cativeiro e, em seguida, introduzir a pequena população num pedaço de floresta à prova de predadores. Esta mancha florestal é constituída por uma barreira de ferro galvanizado; na base da barreira de ferro, uma calha de plástico foi fixada e preenchida com sal e, em seguida, um par de fios elétricos conectados a uma bateria. Isso criou um gabinete protegido com defesas químicas e elétricas. Outras formas de controle para o caracol-lobo-rosado foram investigadas. Os três principais métodos de controle usados ou discutidos são a coleta e o controle químico e biológico. O uso da coleção não tem sido amplamente utilizado porque é muito trabalhoso e demorado. A intoxicação química tem sido amplamente utilizada em muitas áreas, embora não seja muito eficaz no controle. O controle biológico tem sido uma opção preferida.